# Follo Fotballklubb 2005
Questa voce raccoglie le informazioni riguardanti il Follo Fotballklubb nelle competizioni ufficiali della stagione 2005.

## Stagione
Il Follo ha chiuso la stagione all'11º posto finale. L'avventura nel Norgesmesterskapet si è chiusa invece al secondo turno, con l'eliminazione subita per mano dello Strømsgodset. Glenn Arne Hansen e Kristian Holm sono stati i calciatori più utilizzati in campionato, con 29 presenze ciascuno; Andreas Strand è stato invece il miglior marcatore, con 11 reti.

## Rosa
| N. |                     | Ruolo | Calciatore            |
| -- | ------------------- | ----- | --------------------- |
| 2  | Norvegia (bandiera) | D     | Henrik Nordnes        |
| 3  | Norvegia (bandiera) | D     | Ratib Lekhal          |
| 4  | Norvegia (bandiera) | D     | Håkon Tangerud        |
| 5  | Norvegia (bandiera) | D     | Anders Særvold        |
| 6  | Norvegia (bandiera) | D     | Rasmus Dinessen       |
| 6  | Norvegia (bandiera) | C     | Morten Einar Andersen |
| 7  | Norvegia (bandiera) | C     | Kjetil Nilsen         |
| 8  | Norvegia (bandiera) | D     | Torkild Nilsen        |
| 8  | Norvegia (bandiera) | C     | Mads Clausen          |
| 9  | Norvegia (bandiera) | C     | Tom Pettersen         |
| 10 | Norvegia (bandiera) | A     | Oddmund Vaagsholm     |
| 11 | Norvegia (bandiera) | A     | Vegard Myhra Solaas   |
| 13 | Norvegia (bandiera) | P     | Kim Hording           |
| 14 | Norvegia (bandiera) | C     | Sander Grøstad        |
| 15 | Norvegia (bandiera) | C     | Vegard Dokken         |

| N. |                     | Ruolo | Calciatore          |
| -- | ------------------- | ----- | ------------------- |
| 15 | Norvegia (bandiera) | D     | Anders Tronbøl      |
| 16 | Norvegia (bandiera) | D     | Christian Petersen  |
| 16 | Norvegia (bandiera) | D     | Anders Thorbjørnsen |
| 17 | Norvegia (bandiera) | A     | Shariar Ghaderifar  |
| 18 | Norvegia (bandiera) | D     | Sigvart Lunder      |
| 19 | Norvegia (bandiera) | D     | Kristian Holm       |
| 20 | Norvegia (bandiera) | A     | Andreas Strand      |
| 21 | Norvegia (bandiera) | C     | Terje Ruud          |
| 21 | Norvegia (bandiera) | C     | Jørgen Røssevold    |
| 22 | Svezia (bandiera)   | A     | Peter Enckell       |
| 23 | Norvegia (bandiera) | C     | Stian Birkeland     |
| 24 | Norvegia (bandiera) | C     | Jon Sundsbø         |
| 25 | Norvegia (bandiera) | D     | Thomas Malmo        |
| 26 | Norvegia (bandiera) | C     | Stian Colberg       |
| 30 | Norvegia (bandiera) | P     | Glenn Arne Hansen   |

## Risultati

### 1. divisjon

#### Girone di andata
| Ski 10 aprile 2005, ore 18:00 1ª giornata | Follo | 0 – 0 referto | Hønefoss | Ski Stadion (825 spett.)\| Arbitro: \| Vik \| |
| Arbitro:                                  | Vik   |               |          |                                               |

| Arbitro: | Vik |

|                  |           |             |
| Hamre 24’ (rig.) | Marcatori | 90’ Sundsbø |

| Arbitro: | Johnsen (Tønsberg) |

|                       |           |                                       |
| Enckell 1’ Strand 44’ | Marcatori | 11’, 37’, 84’ Nannskog 28’ Gunnarsson |

| Arbitro: | Jakobsen |

|                                    |           |             |
| Torseth Jensen 73’ (rig.) Ryen 90’ | Marcatori | 65’ Enckell |

| Arbitro: | Kamben |

|  |           |            |
|  | Marcatori | 4’ Talberg |

| Arbitro: | Hafsås (Trondheim) |

|                     |           |              |
| Moh. Abdellaoue 41’ | Marcatori | 10’ Tangerud |

| Arbitro: | Mjåland |

|                        |           |                      |
| Holm 67’ Birkeland 85’ | Marcatori | 52’ (rig.) Michelsen |

| Arbitro: | Kamben |

|                                               |           |              |
| Tegström 48’, 75’ Fevang 56’ Malmo 83’ (aut.) | Marcatori | 4’ T. Nilsen |

| Arbitro: | Hagen (Grue) |

|               |           |                                           |
| Birkeland 50’ | Marcatori | 23’ Ouattara 29’, 37’ Granaas 62’ Solvang |

| Arbitro: | Vik |

|                   |           |  |
| Borger Hansen 68’ | Marcatori |  |

| Arbitro: | Krokdal |

|             |           |  |
| Sundsbø 10’ | Marcatori |  |

| Arbitro: | Helgerud (Lier) |

|            |           |               |
| Kleppe 86’ | Marcatori | 49’ Birkeland |

| Arbitro: | Ditlefsen (Mo i Rana) |

|              |           |                      |
| K. Nilsen 9’ | Marcatori | 63’ Bolseth 73’ Øren |

| Arbitro: | Alseth (Stjørdal) |

|                                          |           |  |
| Birkeland 5’ Strand 19’, 65’ Enckell 76’ | Marcatori |  |

| Arbitro: | Hagen (Grue) |

|           |           |                                                |
| Sylte 44’ | Marcatori | 10’ Tangerud 36’, 38’ Myhra Solaas 52’ Sundsbø |

#### Girone di ritorno
| Arbitro: | Mjåland |

|                          |           |             |
| L. Lafton 32’ Smerud 90’ | Marcatori | 74’ Sundsbø |

| Arbitro: | Borgersen (Oslo) |

|  |           |                                   |
|  | Marcatori | 34’ Herfindal 55’ Nyhus 83’ Hamre |

| Arbitro: | Gravdal |

|                       |           |               |
| Gunnarsson 71’ (rig.) | Marcatori | 82’ Røssevold |

| Arbitro: | Helgerud (Lier) |

|  |           |                                                          |
|  | Marcatori | 36’ Otiène Olausson 52’ Kalsæg 63’ (rig.) Torseth Jensen |

| Arbitro: | Jakobsen |

|  |           |                        |
|  | Marcatori | 84’ Strand 86’ Enckell |

| Arbitro: | Alapnes |

|            |           |                       |
| Sundsbø 7’ | Marcatori | 11’ Grina 25’ Rogstad |

| Arbitro: | Hagen (Grue) |

|                                                 |           |                           |
| Muiruri 35’ Forsberg 50’ Edvardsen 60’ Moen 73’ | Marcatori | 39’ K. Nilsen 48’ Clausen |

| Arbitro: | Vik |

|                 |           |             |
| Strand 48’, 89’ | Marcatori | 66’ Isaksen |

| Arbitro: | Sælen (Bergen) |

|                       |           |                                          |
| Fazlagić 7’ Sørum 43’ | Marcatori | 3’ Birkeland 28’, 58’ Strand 76’ Særvold |

| Arbitro: | Johnsen (Tønsberg) |

|           |           |  |
| Strand 4’ | Marcatori |  |

| Arbitro: | Mjåland |

|                              |           |                 |
| Hansen 4’ (rig.) Persson 13’ | Marcatori | 16’, 47’ Strand |

| Arbitro: | Krokdal |

|               |           |            |
| Pettersen 68’ | Marcatori | 26’ Kleppe |

| Arbitro: | Borgersen (Oslo) |

|            |           |              |
| Ystaas 47’ | Marcatori | 13’ Petersen |

| Arbitro: | Vik |

|          |           |             |
| Oyuga 1’ | Marcatori | 17’ Enckell |

| Arbitro: | Borgersen (Oslo) |

|             |           |              |
| Særvold 49’ | Marcatori | 43’ Haugland |

### Norgesmesterskapet
| Oslo 11 maggio 2005, ore 18:00 Primo turno                                                        | Korsvoll  | 0 – 6 referto                                                   | Follo | Korsvoll Kunstgress |
| \| \| \| \| \| \| Marcatori \| 4’ Birkeland 11’, 75’ Strand 55’ Enckell 61’ Sundsbø 75’ Nilsen \| |           |                                                                 |       |                     |
|                                                                                                   |           |                                                                 |       |                     |
|                                                                                                   | Marcatori | 4’ Birkeland 11’, 75’ Strand 55’ Enckell 61’ Sundsbø 75’ Nilsen |       |                     |

| Ski 19 maggio 2005, ore 18:00 Secondo turno      | Follo     | 0 – 1 referto  | Strømsgodset | Ski Stadion |
| \| \| \| \| \| \| Marcatori \| 88’ Brandshaug \| |           |                |              |             |
|                                                  |           |                |              |             |
|                                                  | Marcatori | 88’ Brandshaug |              |             |

## Statistiche

### Statistiche di squadra
| Competizione       | Punti | In casa | In casa | In casa | In casa | In casa | In casa | In trasferta | In trasferta | In trasferta | In trasferta | In trasferta | In trasferta | Totale | Totale | Totale | Totale | Totale | Totale | DR |
| Competizione       | Punti | G       | V       | N       | P       | Gf      | Gs      | G            | V            | N            | P            | Gf           | Gs           | G      | V      | N      | P      | Gf     | Gs     | DR |
| ------------------ | ----- | ------- | ------- | ------- | ------- | ------- | ------- | ------------ | ------------ | ------------ | ------------ | ------------ | ------------ | ------ | ------ | ------ | ------ | ------ | ------ | -- |
| 1. divisjon        | 34    | 15      | 5       | 3       | 7       | 17      | 23      | 15           | 3            | 7            | 5            | 23           | 24           | 30     | 8      | 10     | 12     | 40     | 47     | -7 |
| Norgesmesterskapet | -     | 1       | 0       | 0       | 1       | 0       | 1       | 1            | 1            | 0            | 0            | 6            | 0            | 2      | 1      | 0      | 1      | 6      | 1      | +5 |
| Totale             | -     | 16      | 5       | 3       | 8       | 17      | 24      | 16           | 4            | 7            | 5            | 29           | 24           | 32     | 9      | 10     | 13     | 46     | 58     | -2 |

### Andamento in campionato
| Giornata  | 1  | 2  | 3  | 4  | 5  | 6  | 7  | 8  | 9  | 10 | 11 | 12 | 13 | 14 | 15 | 16 | 17 | 18 | 19 | 20 | 21 | 22 | 23 | 24 | 25 | 26 | 27 | 28 | 29 | 30 |
| --------- | -- | -- | -- | -- | -- | -- | -- | -- | -- | -- | -- | -- | -- | -- | -- | -- | -- | -- | -- | -- | -- | -- | -- | -- | -- | -- | -- | -- | -- | -- |
| Luogo     | C  | T  | C  | T  | C  | T  | C  | T  | C  | T  | C  | T  | C  | C  | T  | T  | C  | T  | C  | T  | C  | T  | C  | T  | C  | T  | C  | T  | T  | C  |
| Risultato | N  | N  | P  | P  | P  | N  | V  | P  | P  | P  | V  | N  | P  | V  | V  | P  | P  | N  | P  | V  | P  | P  | V  | V  | V  | N  | N  | N  | N  | N  |
| Posizione | 10 | 10 | 14 | 15 | 16 | 16 | 14 | 14 | 15 | 16 | 15 | 14 | 15 | 12 | 12 | 12 | 12 | 13 | 13 | 12 | 12 | 14 | 12 | 12 | 11 | 11 | 11 | 11 | 11 | 11 |

Fonte:  OBOS-ligaen 2005, su altomfotball.no, Altomfotball.
Legenda:

Luogo: C = Casa; T = Trasferta. Risultato: V = Vittoria; N = Pareggio; P = Sconfitta.

### Statistiche dei giocatori
| Giocatore       | 1. divisjon | 1. divisjon | 1. divisjon | 1. divisjon | Norgesmesterskapet | Norgesmesterskapet | Norgesmesterskapet | Norgesmesterskapet | Coppe europee | Coppe europee | Coppe europee | Coppe europee | Altre coppe | Altre coppe | Altre coppe | Altre coppe | Totale   | Totale | Totale      | Totale     |
| Giocatore       | Presenze    | Reti        | Ammonizioni | Espulsioni  | Presenze           | Reti               | Ammonizioni        | Espulsioni         | Presenze      | Reti          | Ammonizioni   | Espulsioni    | Presenze    | Reti        | Ammonizioni | Espulsioni  | Presenze | Reti   | Ammonizioni | Espulsioni |
| --------------- | ----------- | ----------- | ----------- | ----------- | ------------------ | ------------------ | ------------------ | ------------------ | ------------- | ------------- | ------------- | ------------- | ----------- | ----------- | ----------- | ----------- | -------- | ------ | ----------- | ---------- |
| M. Andersen     | 14          | 0           | 1           | 0           | ?                  | ?                  | ?                  | ?                  |               |               |               |               |             |             |             |             | 14+      | 0+     | 1+          | 0+         |
| S. Birkeland    | 27          | 5           | 4           | 1           | ?                  | ?                  | ?                  | ?                  |               |               |               |               |             |             |             |             | 27+      | 5+     | 4+          | 1+         |
| M. Clausen      | 14          | 1           | 3           | 0           | ?                  | ?                  | ?                  | ?                  |               |               |               |               |             |             |             |             | 14+      | 1+     | 3+          | 0+         |
| S. Colberg      | 8           | 0           | 0           | 0           | ?                  | ?                  | ?                  | ?                  |               |               |               |               |             |             |             |             | 8+       | 0+     | 0+          | 0+         |
| R. Dinessen     | 1           | 0           | 0           | 0           | ?                  | ?                  | ?                  | ?                  |               |               |               |               |             |             |             |             | 1+       | 0+     | 0+          | 0+         |
| V. Dokken       | 9           | 0           | 0           | 0           | ?                  | ?                  | ?                  | ?                  |               |               |               |               |             |             |             |             | 9+       | 0+     | 0+          | 0+         |
| P. Enckell      | 27          | 5           | 3           | 1           | ?                  | ?                  | ?                  | ?                  |               |               |               |               |             |             |             |             | 27+      | 5+     | 3+          | 1+         |
| S. Ghaderifar   | 12          | 0           | 1           | 0           | ?                  | ?                  | ?                  | ?                  |               |               |               |               |             |             |             |             | 12+      | 0+     | 1+          | 0+         |
| S. Grøstad      | 4           | 0           | 0           | 0           | ?                  | ?                  | ?                  | ?                  |               |               |               |               |             |             |             |             | 4+       | 0+     | 0+          | 0+         |
| G. Hansen       | 29          | -46         | 1           | 0           | ?                  | ?                  | ?                  | ?                  |               |               |               |               |             |             |             |             | 29+      | -46+   | 1+          | 0+         |
| K. Holm         | 29          | 1           | 0           | 0           | ?                  | ?                  | ?                  | ?                  |               |               |               |               |             |             |             |             | 29+      | 1+     | 0+          | 0+         |
| K. Hording      | 1           | -1          | 0           | 0           | ?                  | ?                  | ?                  | ?                  |               |               |               |               |             |             |             |             | 1+       | -1+    | 0+          | 0+         |
| R. Lekhal       | 24          | 0           | 6           | 1           | ?                  | ?                  | ?                  | ?                  |               |               |               |               |             |             |             |             | 24+      | 0+     | 6+          | 1+         |
| S. Lunder       | 0           | 0           | 0           | 0           | ?                  | ?                  | ?                  | ?                  |               |               |               |               |             |             |             |             | 0+       | 0+     | 0+          | 0+         |
| T. Malmo        | 3           | 0           | 0           | 0           | ?                  | ?                  | ?                  | ?                  |               |               |               |               |             |             |             |             | 3+       | 0+     | 0+          | 0+         |
| V. Myhra Solaas | 10          | 2           | 0           | 0           | ?                  | ?                  | ?                  | ?                  |               |               |               |               |             |             |             |             | 10+      | 2+     | 0+          | 0+         |
| K. Nilsen       | 24          | 2           | 2           | 1           | ?                  | ?                  | ?                  | ?                  |               |               |               |               |             |             |             |             | 24+      | 2+     | 2+          | 1+         |
| T. Nilsen       | 5           | 1           | 0           | 0           | ?                  | ?                  | ?                  | ?                  |               |               |               |               |             |             |             |             | 5+       | 1+     | 0+          | 0+         |
| H. Nordnes      | 12          | 0           | 1           | 0           | ?                  | ?                  | ?                  | ?                  |               |               |               |               |             |             |             |             | 12+      | 0+     | 1+          | 0+         |
| C. Petersen     | 9           | 1           | 3           | 0           | ?                  | ?                  | ?                  | ?                  |               |               |               |               |             |             |             |             | 9+       | 1+     | 3+          | 0+         |
| T. Pettersen    | 25          | 1           | 6           | 1           | ?                  | ?                  | ?                  | ?                  |               |               |               |               |             |             |             |             | 25+      | 1+     | 6+          | 1+         |
| J. Røssevold    | 16          | 1           | 2           | 0           | ?                  | ?                  | ?                  | ?                  |               |               |               |               |             |             |             |             | 16+      | 1+     | 2+          | 0+         |
| T. Ruud         | 1           | 0           | 0           | 0           | ?                  | ?                  | ?                  | ?                  |               |               |               |               |             |             |             |             | 1+       | 0+     | 0+          | 0+         |
| A. Særvold      | 28          | 2           | 5           | 0           | ?                  | ?                  | ?                  | ?                  |               |               |               |               |             |             |             |             | 28+      | 2+     | 5+          | 0+         |
| A. Strand       | 20          | 11          | 6           | 1           | ?                  | ?                  | ?                  | ?                  |               |               |               |               |             |             |             |             | 20+      | 11+    | 6+          | 1+         |
| J. Sundsbø      | 27          | 5           | 2           | 0           | ?                  | ?                  | ?                  | ?                  |               |               |               |               |             |             |             |             | 27+      | 5+     | 2+          | 0+         |
| H. Tangerud     | 22          | 2           | 1           | 0           | ?                  | ?                  | ?                  | ?                  |               |               |               |               |             |             |             |             | 22+      | 2+     | 1+          | 0+         |
| A. Thorbjørnsen | 3           | 0           | 0           | 0           | ?                  | ?                  | ?                  | ?                  |               |               |               |               |             |             |             |             | 3+       | 0+     | 0+          | 0+         |
| A. Tronbøl      | 0           | 0           | 0           | 0           | ?                  | ?                  | ?                  | ?                  |               |               |               |               |             |             |             |             | 0+       | 0+     | 0+          | 0+         |
| O. Vaagsholm    | 8           | 0           | 2           | 0           | ?                  | ?                  | ?                  | ?                  |               |               |               |               |             |             |             |             | 8+       | 0+     | 2+          | 0+         |